# La Chapelle-d'Abondance
La Chapelle-d'Abondance är en kommun i departementet Haute-Savoie i regionen Auvergne-Rhône-Alpes i sydöstra Frankrike. Kommunen ligger i kantonen Abondance som tillhör arrondissementet Thonon-les-Bains. År 2022 hade La Chapelle-d'Abondance 873 invånare.

## Befolkningsutveckling
Antalet invånare i kommunen La Chapelle-d'Abondance
| Referens: INSEE |